# Russell Metty

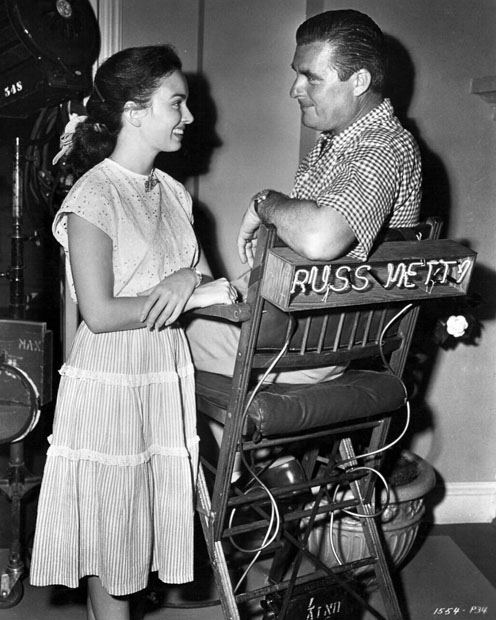
Ann Blyth och Russell Metty vid inspelning av filmen En kvinnas hämnd (1948).

Russell Metty, född 20 september 1906 i Los Angeles i Kalifornien, död 28 april 1978 i Canoga Park i Los Angeles, var en amerikansk filmfotograf. Han vann vid Oscarsgalan 1961 en Oscar för bästa färgfoto för Spartacus från 1960.

## Filmografi i urval
- 1938 – Ingen fara på taket
- 1943 – Hitlers barn
- 1943 – Behind the Rising Sun
- 1945 – Krigskorrespondenten
- 1946 – Främlingen
- 1954 – En läkares samvete
- 1955 – Mannen utan öde
- 1955 – Morgondagen är vår
- 1956 – För alla vindar
- 1957 – Mannen med 1000 ansikten
- 1958 – En djävulsk fälla
- 1958 – Tid att älska, dags att dö
- 1959 – Den stora lögnen
- 1960 – Spartacus
- 1960 – En röst i dimman
- 1961 – De missanpassade
- 1961 – Karneval i San Francisco
- 1962 – Älskling, jag ger mig
- 1963 – Gift på halvtid
- 1965 – De grymma och de tappra
- 1966 – Banditos
- 1967 – Moderna Millie
- 1968 – Brottsplats Manhattan
- 1971 – Den siste mannen
- 1972 – Råttorna slår till igen
- 1973 – Brock's Last Case (TV-film)